# Dasychira cerebosa
Dasychira cerebosa är en fjärilsart som beskrevs av Swinhoe 1903. Dasychira cerebosa ingår i släktet Dasychira och familjen tofsspinnare. Inga underarter finns listade i Catalogue of Life.